# Теренс Корріґан
Теренс Домінік Корріґан (англ. Terence Dominic Corrigan.; нар. 8 серпня 1978, Ірландія) — ірландський актор кіно та телебачення.

## Фільмографія
- 2005 — Закон / The Bill — Джефф О'Брайан
- 2002 — Мовчазний свідок / Silent Witness — Нейл Дейл, поліціянт
- 2001 — Горнблавер: Відплата / Hornblower: Retribution — мічман Велард[1]
- 2001 — Горнблавер: Заколот / Hornblower: Mutiny — мічман Велард[2]
- 2001 — Ніколи не бався з мертвими / Never Play with the Dead — Ґрем
- 2000 — Бест / Best — Джордж Бест у юності
- 1999 — Вбивства у Мідсомері / Midsomer Murders — Чарлі Дженнінґз